# Alpen-Mastkraut
Das Alpen-Mastkraut (Sagina saginoides) ist eine Pflanzenart aus der Gattung der Mastkräuter (Sagina) innerhalb der Familie der Nelkengewächse (Caryophyllaceae).

## Beschreibung

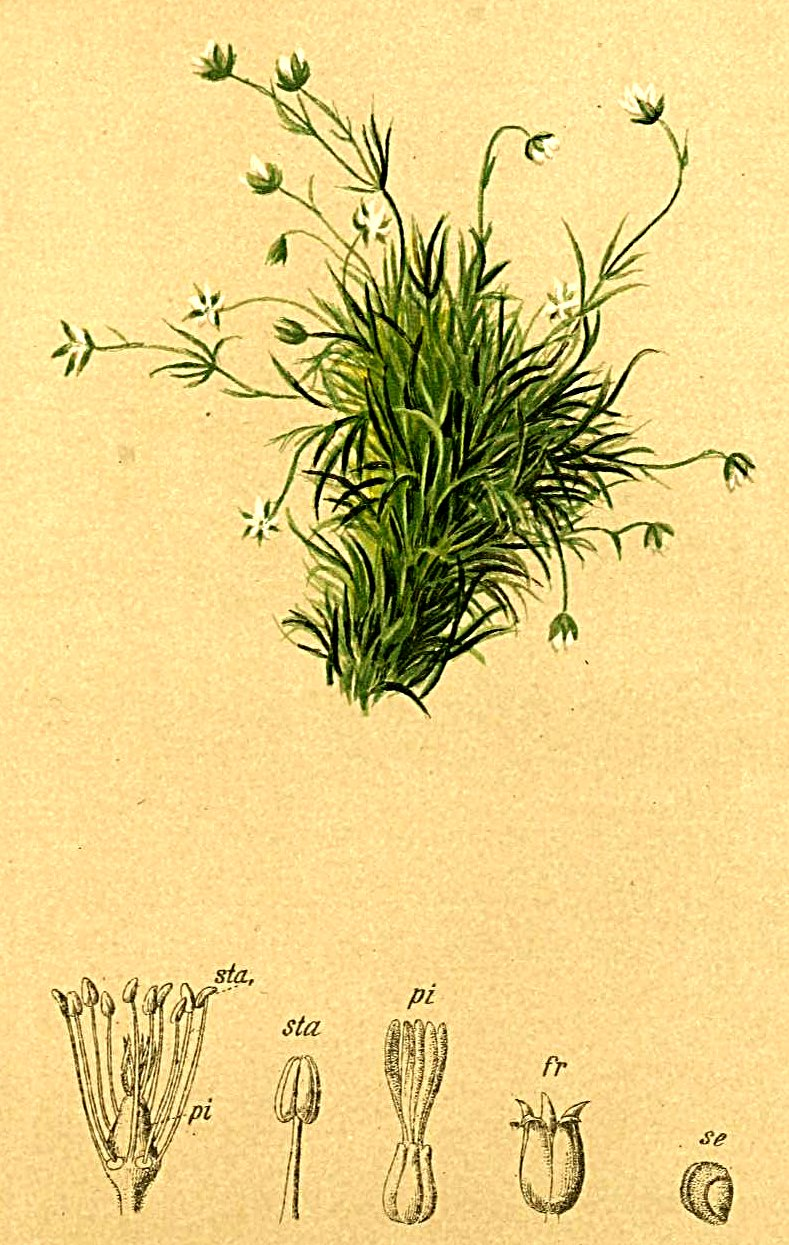
Illustration aus Anton Hartinger: Atlas der Alpenflora, 1882

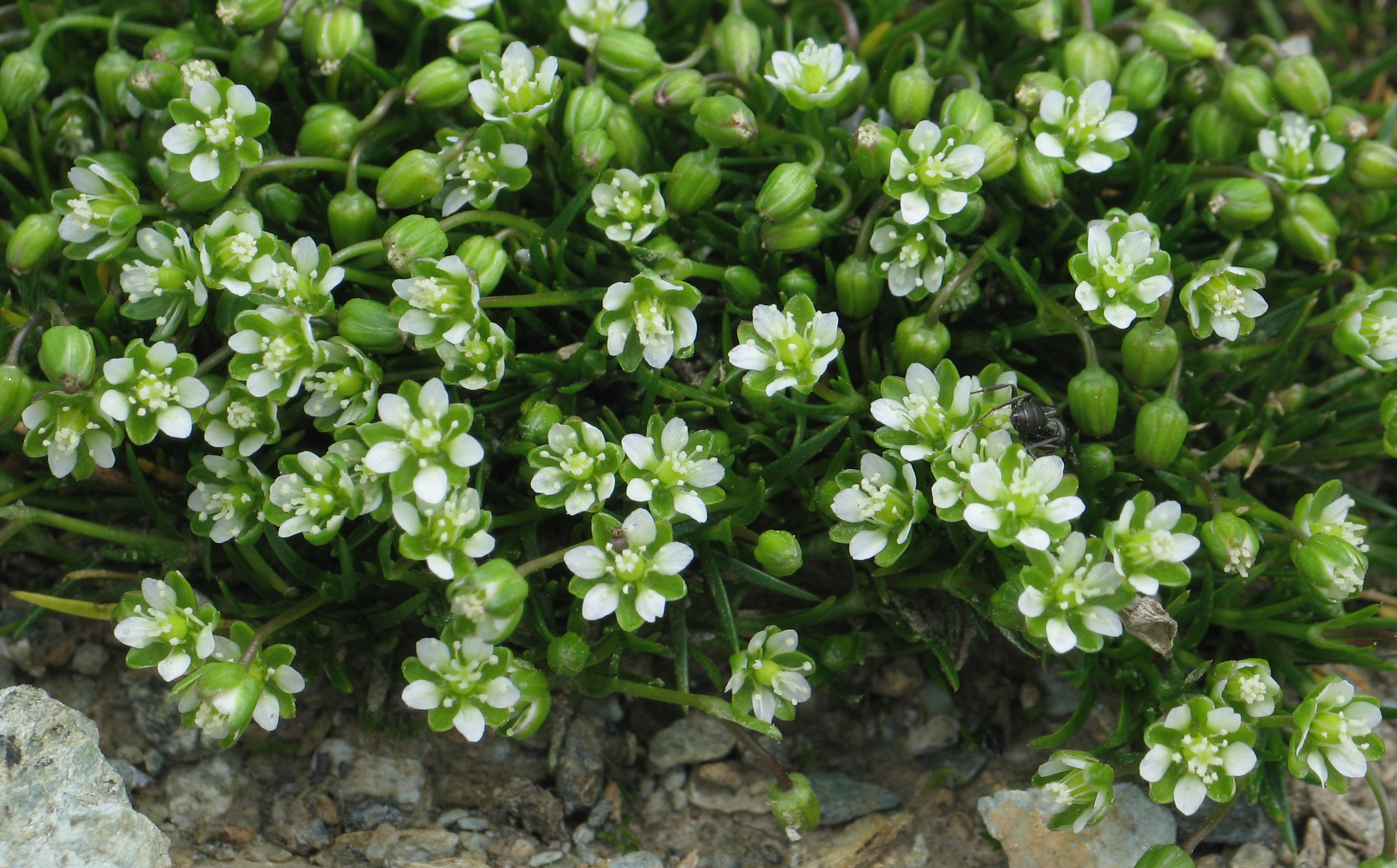
Habitus

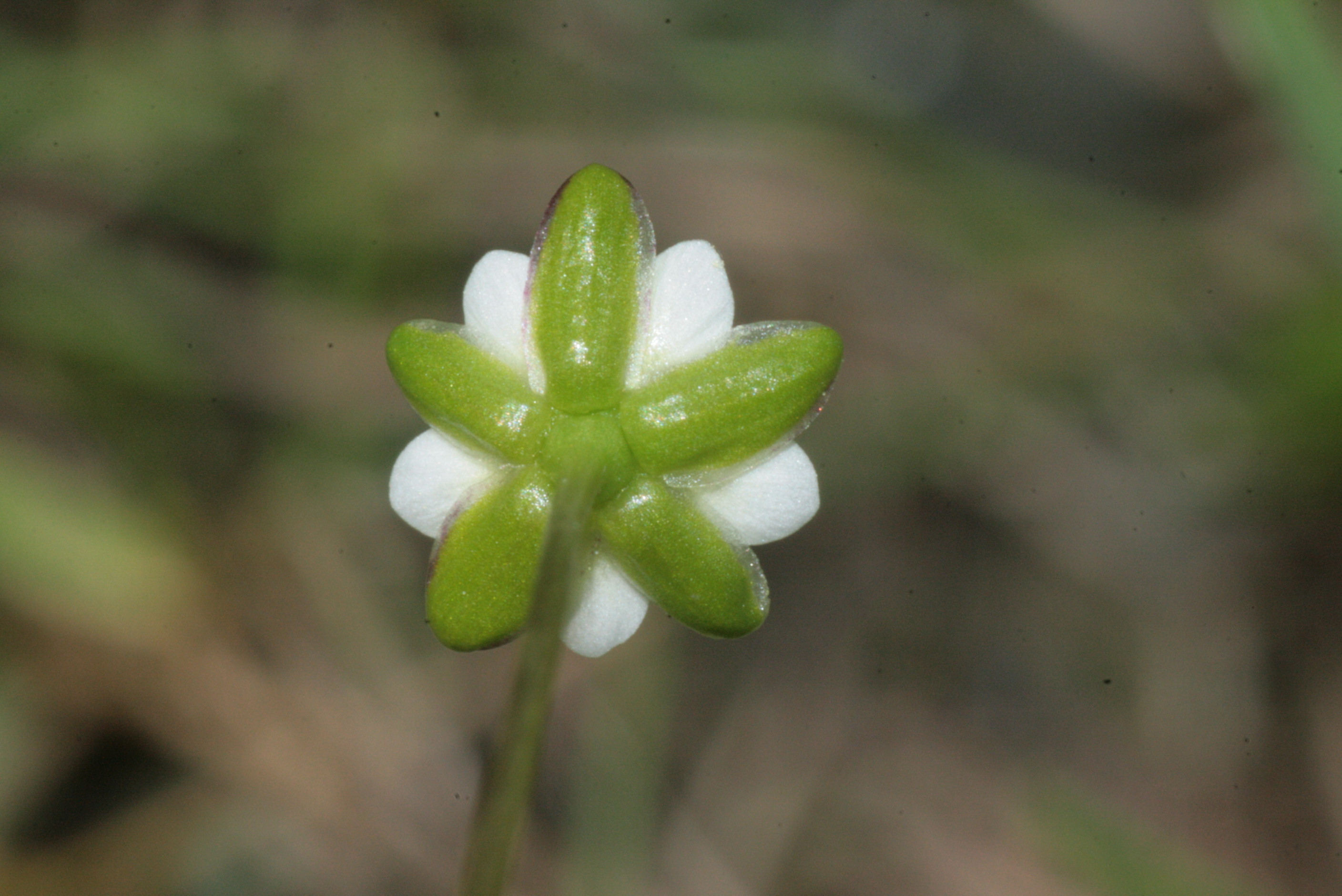
Blüte von unten mit je fünf Kelch- und Kronblättern

### Vegetative Merkmale
Das Alpen-Mastkraut wächst als überwinternd grüne, ausdauernde krautige Pflanze und erreicht Wuchshöhen von 2 bis 8 (1 bis 10) Zentimetern. Der niederliegende bis aufsteigende Stängel ist meist unverzweigt. Die Stängel wurzeln oft am Grund. Sie wächst locker- bis dichtrasig. Die oberirdischen Pflanzenteile sind kahl.
Die Laubblätter sind gegenständig angeordnet. Die einfache, kahle Blattspreite ist bei einer Länge von 0,5 bis 1,5 Zentimetern schmal-linealisch mit kurzer Stachelspitze.

### Generative Merkmale
Die Blütezeit reicht von Juni bis August. Der dünne Blütenstiel ist bis zu 2,5 Zentimeter lang. Die zwittrigen Blüten sind meist fünfzählig mit doppelter Blütenhülle. Der fünf grünen, meist kahlen Kelchblätter sind 1,5 bis 3 Millimeter lang mit schmalem Hautrand. Die fünf weißen Kronblätter sind wenig kürzer als die Kelchblätter. Es sind meist zwei Kreise mit je fünf Staubblättern vorhanden. Es sind fünf Griffel vorhanden.
Die Kapselfrucht ist fünfzähnig und bei einer Länge von 2,5 bis 3,5 Millimeter wenig bis um die Hälfte länger als der Kelch.
Die Chromosomenzahl beträgt 2n = 22.

## Ökologie
Das Alpen-Mastkraut ist ein helomorpher, mesomorpher Hemikryptophyt.
Blütenökologisch handelt es sich um Scheibenblumen mit halbverborgenem Nektar. Die Nektarien befinden sich an der Basis der Staubblätter. Als Bestäuber gelten Syrphiden, Bienen sowie Falter.

## Vorkommen
Das Alpen-Mastkraut ist ein arktisch-alpines Florenelement. Es kommt hauptsächlich in den Gebirgen Europas und des Kaukasus vor. Man findet es auch in anderen Teilen des nördlichen Eurasiens, in Grönland und von Nordamerika bis Mexiko.
In den Alpen kommt es zerstreut vor, im Südschwarzwald und im Bayerischen Wald findet man es selten. Dort besiedelt es im alpinen Klima Schneetälchen, magere Rasen, Viehläger, Fettwiesen und Quellfluren. Es ist trittunempfindlich. Es ist in Mitteleuropa eine schwache Charakterart der Klasse Salicetea herbaceae, kommt aber auch im Alchemillo-Poetum supinae aus dem Verband Polygonion avicularis oder in Pflanzengesellschaften der Verbände Cardamino-Montion oder Nardion vor. In den Allgäuer Alpen steigt es im Tiroler Teil am Muttekopf bis in eine Höhenlage von 2433 Meter auf.
In Mitteleuropa gedeiht das Alpen-Mastkraut auf kalkarmen Lehm- oder Tonböden, die auch torfig oder humos sein können und die feucht und einigermaßen stickstoffreich sein sollen. Die ökologischen Zeigerwerte nach Landolt et al. 2010 sind in der Schweiz: Feuchtezahl F = 3+w (feucht aber mäßig wechselnd), Lichtzahl L = 4 (hell), Reaktionszahl R = 3 (schwach sauer bis neutral), Temperaturzahl T = 1+ (unter-alpin, supra-subalpin und ober-subalpin), Nährstoffzahl N = 2 (nährstoffarm), Kontinentalitätszahl K = 2 (subozeanisch).

## Systematik
Die Erstveröffentlichung erfolgte 1753 unter dem Namen (Basionym) Spergularia saginoides durch Carl von Linné Species Plantarum, Tomus I, S. 441. Das Artepitheton saginoides bedeutet „sagina-ähnlich“ (siehe Gattung Sagina, die Ähnlichkeit war auch Linné schon aufgefallen). Die Neukombination zu Sagina saginoides (L.) H.Karsten wurde 1882 durch Gustav Karl Wilhelm Hermann Karsten in Deutsche Flora. Pharmaceutisch-medicinische Botanik ..., S. 539. veröffentlicht. Ein Homonym ist Sagina saginoides Dalla Torre. Weitere Synonyme für Sagina saginoides (L.) H.Karsten sind: Sagina linnaei C.Presl,  Alsine linnaei (C.Presl) E.H.L.Krause, Alsine saginoides (L.) Crantz, Alsinella saginoides (L.) Greene, Phaloe saginoides (L.) Dumort., Sagina baumgartenii Simonk., Sagina linnaei var. macrocarpa (Rchb.) Beck, Sagina macrocarpa (Rchb.) Maly, Sagina micrantha (Bunge) Fernald, Sagina procumbens L., Sagina saginoides subsp. macrocarpa (Rchb.) Soó, Sagina saginoides var. hesperia Fernald, Sagina saginoides var. macrocarpa (Rchb.) Moss, Sagina saxatilis (Wimm.) Wimm., Sagina spergella Fenzl, Spergella macrocarpa Rchb., Spergella saginoides (L.) Rchb., Spergella saxatilis (Wimm.) Schur, Spergula micrantha Bunge, Sagina saxatilis (Wimmer) Wimmer.
Erwähnenswert ist der Bastard zwischen Sagina procumbens und Sagina saginoides, der als Normans Mastkraut (Sagina ×normaniana Lagerh.) bekannt ist, und als Zierpflanze auf Friedhöfen angesät wird, weil er mit seinen dichten, moosartigen Polstern das Aufkommen von „Unkraut“ verhindert.